# Samuelsia rufobrunnea
Samuelsia rufobrunnea är en svampart som beskrevs av Chaverri & K.T. Hodge 2008. Samuelsia rufobrunnea ingår i släktet Samuelsia och familjen Clavicipitaceae.   Inga underarter finns listade i Catalogue of Life.